# Ӡ
Ne doit pas être avec les lettres latines epsilon réfléchi ‹ ɜ ›, epsilon culbuté ‹ ᴈ ›, ej ‹ Ʒ ʒ ›, yogh ‹ Ȝ ȝ › et ‹ Ꝫ ꝫ ›, la lettre cyrillique zé ‹ З з ›, ou le chiffre 3.
Ӡ (minuscule : ӡ), appelé edz, est une lettre de la variante de l’alphabet cyrillique utilisée dans l’écriture de l’abkhaze, du néguidale, de l’orok et de l’oudihé. Elle note la consonne affriquée alvéolaire voisée [dz].

## Utilisation
En turcologie, Vassili Radloff utilise le edz ‹ ӡ › dans l’alphabet mixte (mélangeant des lettres latines et cyrilliques) de son dictionnaire des dialectes de langues turques en quatre volumes publié de 1893 à 1911.

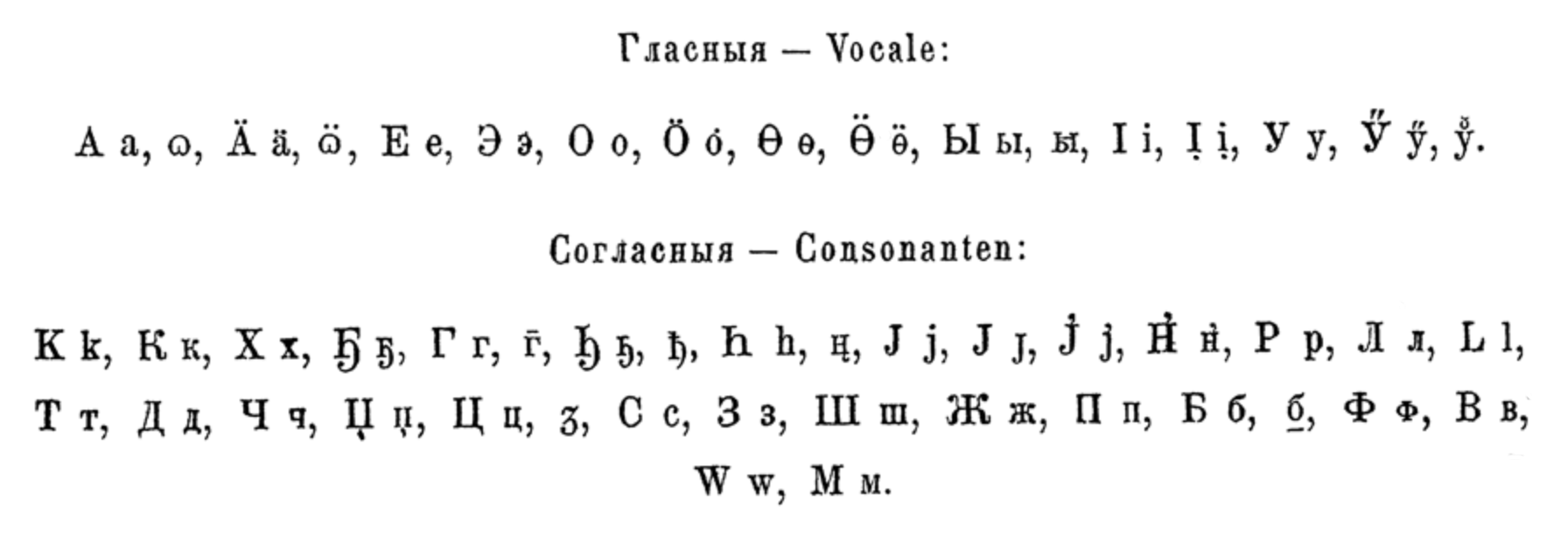
Alphabet dans Radloff 1893.

## Variantes et formes
| Majuscule | Minuscule | Description                                                                                                 |
| --------- | --------- | --- |
|           |           | Formes où la majuscule et la minuscule descendent sous la ligne de base.                                    |
|           |           | Formes dont la minuscule ressemble à une petite capitale, seule la majuscule descend sous la ligne de base. |

## Représentations informatiques
Le dzé abkhaze peut être représenté avec les caractères Unicode (Cyrillique) suivants :
| formes    | représentations | chaînes de caractères | points de code | descriptions                            |
| --------- | --------------- | --------------------- | -------------- | --------------------------------------- |
| capitale  | Ӡ               | Ӡ                     | U+04E0         | lettre majuscule cyrillique dzé abkhaze |
| minuscule | ӡ               | ӡ                     | U+04E1         | lettre minuscule cyrillique dzé abkhaze |